# Оскар Ортис
Оскар Ортис (на испански: Oscar Ortiz) е аржентински футболист, полузащитник.

## Кариера
Ортис започва професионалната си кариера през 1971 г. в клуб Сан Лоренцо, за който играе 5 години до 1976 г. През същата година, той играе за малко в Бразилия, в Гремио, а след това отново се завръща в Аржентина. През 1977 г. започва да играе за Ривър Плейт. В продължение на 4 години играе 101 мача и вкарва 10 гола. Той печели 4 шампионати на Аржентина, от които 3 метрополитани и 1 национален. През 1981 г. преминава в Уракан, а през следващата година в Индепендиенте, където завършва кариерата си.
В националния отбор Ортис дебютира през 1975 г. На Световното първенство през 1978 г., където става световен шампион, той изиграва 6 мача. Като цяло има 23 мача за националния отбор и 3 гола.

## Отличия

### Отборни
Сан Лоренцо
- Примера дивисион: 1972 (М), 1972 (Н), 1974 (Н)

Ривър Плейт
- Примера дивисион: 1977 (М), 1979 (М), 1979 (Н), 1980 (М)

Индепендиенте
- Примера дивисион: 1983 (М)

### Международни
Аржентина
- Световно първенство по футбол: 1978